# Anomala pontualei
Anomala pontualei är en skalbaggsart som beskrevs av Guido Sabatinelli 1997. Anomala pontualei ingår i släktet Anomala och familjen Rutelidae. Inga underarter finns listade i Catalogue of Life.